# Župnija Trbovlje – Sveti Martin
Župnija Trbovlje – Sveti Martin je rimskokatoliška teritorialna župnija dekanije Laško škofije Celje.
Župnijska cerkev je Cerkev svetega Martina.
Do 7. aprila 2006, ko je bila ustanovljena škofija Celje, je bila župnija del savskega naddekanata škofije Maribor.

## Cerkve
- Cerkev svetega Martina, Trbovlje (župnijska cerkev)
- Cerkev svetega Miklavža, Loke
- Cerkev svete Katarine, Čeče
- Cerkev svetega Marka, Ostenk